# Serbia và Montenegro
Cộng hòa Liên bang Nam Tư, còn được biết đến đơn giản là Nam Tư, là một quốc gia tồn tại ở vùng Balkan từ năm 1992 đến năm 2003, là kết quả sau khi Cộng hòa Liên bang Xã hội chủ nghĩa Nam Tư tan rã. Cộng hòa Liên bang Nam Tư bao gồm Cộng hòa Serbia và Cộng hòa Montenegro. Vào tháng 2 năm 2003, Nam Tư được chuyển đổi từ một Cộng hòa liên bang thành liên hiệp quốc gia chính thức được gọi là Liên minh Nhà nước Serbia và Montenegro. Năm 2006, Montenegro ly khai khỏi liên minh, tách thành hai quốc gia độc lập là Cộng hòa Serbia và Cộng hòa Montenegro.
Mong muốn là quốc gia thừa kế hợp pháp duy nhất của Nam Tư cũ đã không được công nhận bởi Liên Hợp Quốc, sau khi thông qua Nghị quyết 777 của Hội đồng Bảo an Liên Hợp Quốc, trong đó khẳng định rằng Cộng hòa Liên bang Xã hội Chủ nghĩa Nam Tư đã không còn tồn tại và Cộng hòa Liên bang Nam Tư là một nhà nước mới. Tất cả các nước cộng hòa cũ được quyền kế vị nhà nước cũ trong khi không nước nào tiếp tục tính cách pháp lý quốc tế của CHLBXHCN Nam Tư. Tuy nhiên, chính phủ của Slobodan Milošević phản đối bất kỳ tuyên bố nào như vậy, khiến Nam Tư không được phép gia nhập Liên Hợp Quốc.
Trong suốt quá trình tồn tại của mình, Nam Tư có mối quan hệ căng thẳng với Cộng đồng Quốc tế, khiến nhiều biện pháp trừng phạt đối với Nam Tư đã được ban hành trong Chiến tranh Nam Tư và Chiến tranh Kosovo nhằm chống lại nhà nước. Điều này cũng dẫn đến Siêu lạm phát ở Cộng hòa Liên bang Nam Tư. Nam Tư kết thúc tham gia vào các cuộc Chiến tranh Nam Tư với Hòa ước Dayton, trong đó công nhận nền độc lập của các nước Cộng hòa Croatia, Slovenia, Bosnia và Herzegovina, cũng như thiết lập mối quan hệ ngoại giao giữa các quốc gia, và đảm bảo vai trò của người dân Serbia trong nền chính trị Bosnia. Sau đó, chủ nghĩa ly khai ngày càng gia tăng trong tỉnh tự trị Kosovo và Metohija, một khu vực của Serbia có đông dân cư là người Albania, dẫn đến một cuộc nổi dậy do Quân đội Giải phóng Kosovo, một nhóm ly khai người Albania. Chiến tranh Kosovo bùng nổ dẫn đến các lệnh trừng phạt của phương Tây và NATO ném bom nhắm vào Nam Tư. Xung đột kết thúc với việc thông qua Nghị quyết 1244 của Hội đồng Bảo an Liên Hợp Quốc, đảm bảo sự tách biệt về kinh tế và chính trị của Kosovo khỏi Nam Tư, được đặt dưới quyền của Phái đoàn hành chính lâm thời của Liên Hợp Quốc tại Kosovo của Liên Hợp Quốc.
Khó khăn kinh tế và chiến tranh dẫn đến ngày càng tăng sự bất mãn đối với chính phủ của Slobodan Milošević và các đồng minh của ông, những người đã điều hành cả Serbia và Montenegro như một chế độ độc tài hiệu quả. Điều này cuối cùng dẫn đến Cuộc lật đổ Slobodan Milošević và chính phủ của ông, và được thay thế bởi một chính phủ do Đối lập Dân chủ của Serbia và Vojislav Koštunica lãnh đạo, cũng tham gia Liên Hợp Quốc.
Cộng hòa Liên bang Nam Tư kết thúc vào năm 2003 sau khi Quốc hội Serbia và Montenegro bỏ phiếu thông qua Hiến chương Serbia và Montenegro, thành lập Liên minh Nhà nước Serbia và Montenegro. Như vậy, cái tên Nam Tư chỉ còn trong lịch sử. Chủ nghĩa ly khai gia tăng ở Montenegro, do Milo Đukanović dẫn đầu yêu cầu Hiến pháp Serbia và Montenegro bao gồm một điều khoản cho phép tổ chức một cuộc trưng cầu dân ý về vấn đề độc lập của Montenegro, sau khoảng thời gian ba năm đã trôi qua. Năm 2006, Trưng cầu dân ý về độc lập của Montenegro 2006 đã được tiến hành, và được thông qua,. Điều này chính thức giải thể Liên minh Nhà nước Serbia và Montenegro, thành lập các nước cộng hòa độc lập của Serbia và Montenegro, biến Serbia thành một quốc gia độc lập. Đây có thể được coi là hành động cuối cùng kết thúc việc giải thể Nam Tư.